# Ulf Tischbirek
Ulf Tischbirek (* 1955 in Düsseldorf) ist ein deutscher Cellist und Musikpädagoge.

## Leben
Tischbirek studierte bei Klaus Storck an der Hochschule für Musik, Theater und Medien Hannover und bei Radu Aldulescu. Er erhielt ein Stipendium der Studienstiftung des deutschen Volkes und wurde durch die 25. Bundesauswahl Konzerte Junger Künstler gefördert. Mehrere Jahre war er Erster Solocellist am Staatstheater Braunschweig, bis er 1986 Professor für Cello und Kammermusik an der Musikhochschule Lübeck wurde. Seit 2010 hat er eine Gastprofessur an der Musikhochschule Xi’an in China inne. Außerdem gibt er in Deutschland, Dänemark, Schweiz, Polen, Italien, Brasilien, Japan, Korea und China Meisterkurse für Cello und Kammermusik und wirkt als Juror an Wettbewerben mit. Als Solist und Kammermusiker tritt er im Hörfunk und Fernsehen in Deutschland und im Ausland auf.

## Diskographie
- Franz Schubert: Quintett A-Dur: Forellenquintett; Streichquartett d-moll: Der Tod und das Mädchen, 1992
- Koerppen-Edition Vol. 2, 1993
- Neue Musik für Kammerorchester und Solowerke Uraufführungen von Floros, Kiknadze, Liu, 2000
- Musik für Cello und Klavier aus dem Brahms-Umfeld (mit Konrad Elser, Klavier), 2008
- Friedhelm Döhl Edition: Musik für Solostreicher, 2008
- Friedhelm Döhl Edition: Musik für 1–8 Spieler, 2009
- Cellogeschichten, 2020